# Jane Hamilton Hallová
Jane Hamilton Hallová, nepřechýleně Hall (23. června 1915 – listopad 1981), byla americká fyzička. Během druhé světové války pracovala na projektu Manhattan. Po válce zůstala v Los Alamos National Laboratory, kde dohlížela na stavbu a spuštění jaderného reaktoru Clementine. V roce 1958 se stala asistentkou ředitele laboratoře. Od roku 1956 do roku 1959 byla tajemnicí generálního poradního výboru Komise pro atomovou energii a členkou výboru byla od roku 1966 do roku 1972.

## Životopis
Narodila se jako Jane Hamilton v Denveru ve státě Colorado 23. června 1915. Vystudovala na Chicagské univerzitě, kde v roce 1937 získala bakalářský titul, v roce 1938 titul magisterský a v roce 1942 doktorát z fyziky. Během studia na univerzitě se seznámila se spolužákem Davidem Hallem, za něhož se v roce 1939 provdala. Měli dvě děti, Malcolma a Lindu. Byla členkou mezinárodního ženského spolku Alpha Gamma Delta.
Poté, co oba manželé rok pracovali na univerzitě v Denveru, připojili se k projektu Manhattan, jehož cílem byl vývoj atomové bomby během druhé světové války. Pracovali v metalurgické laboratoři na Chicagské univerzitě. Protože nesměli pracovat společně ve stejných pracovních skupinách, David pracoval na návrhu jaderného reaktoru a Jane byla přidělena do skupiny radiační hygieny pod vedením Herberta Parkera. Brzy se stala vedoucí oddělení speciálních studií. Zabývala se bezpečnostními aspekty reaktorů, konkrétně zkoumala riziko vdechování plutonia.
Hall pak přešla do společnosti DuPont, kde se stala vedoucí v Hanford Engineer Works. Oba manželé se tam přestěhovali v polovině roku 1944 a dohlíželi na stavbu reaktoru B, po němž následovaly reaktory D a F. V říjnu 1945 přijal Enrico Fermi Jane Hall do Argonne National Laboratory na pozici asistentky ředitele laboratoře.
Nicméně v listopadu 1945 Hallovi přijali pracovní nabídku do laboratoře v Los Alamos. Bylo to v době, kdy většina vědců, kteří v této laboratoři pracovali, se po skončení války chtěla vrátit na své univerzity a do svých laboratoří a z Los Alamos hromadně odcházeli. Vědecká práce v laboratoři byla ovšem na špičkové úrovni. Úkolem Hallových bylo dohlížet na stavbu jaderného reaktoru Clementine a jeho uvedení do provozu. Clementine byl první rychlý reaktor na světě, také první, který byl poháněn plutoniem, a první, který používal k chlazení tekutý kov, konkrétně rtuť. V roce 1946 dosáhl reaktor kritického stavu a používal se pro vědecké experimenty až do roku 1953.
Hall se ve svých výzkumech zabývala vývojem jaderných reaktorů, rentgenovou krystalografií a neutronovou fyzikou a kosmickým zářením. V roce 1951 informovala Roberta Oppenheimera o výsledcích jaderného testu Operace Greenhouse George, při které byl účinek atomové bomby „zesílen“ přidáním malé kapsle obsahující méně než 28 g (1 unce) deuteria a tritia, což zvýšilo účinnost bomby o 25 kilotun TNT (100 TJ).
V roce 1958 se Hall stala zástupkyní ředitele Los Alamos National Laboratory. Tentýž rok byla americkou delegátkou na konferenci Atoms for Peace v Ženevě. Od roku 1956 do roku 1959 byla tajemnicí Generálního poradního výboru (GAC) Komise pro atomovou energii (AEC) a od roku 1966 do roku 1972 byla jeho členkou. V roce 1966 se stala první ženou, která byla přijata za členku GAC. Od roku 1967 do roku 1972 byla také členkou poradního výboru AEC pro jaderné materiály a záruky. Z Los Alamos National Laboratory odešla v roce 1970. V říjnu téhož roku jí předseda AEC, Glenn Seaborg, předal ocenění a zlatou medaili AEC.
Jane Hall zemřela v listopadu 1981 ve věku 66 let.